# Lịch sử đạo Cao Đài
Lịch sử đạo Cao Đài phản ánh sự hình thành và phát triển của đạo Cao Đài hoặc Đại Đạo Tam Kỳ Phổ Độ, được các tín đồ Cao Đài gọi là đạo Thầy để tỏ lòng tôn kính.
Tuy được khai sinh chính thức vào năm 1926, Cao Đài nhanh chóng phát triển về quy mô và số lượng tín đồ. Theo thống kê năm 2009 của các tổ chức Cao Đài, đạo Cao Đài có trên 1 vạn chức sắc, gần 3 vạn chức việc, khoảng 5 triệu tín đồ, với 958 tổ chức Họ đạo cơ sở được công nhận ở 35/38 tỉnh, thành phố có đạo Cao Đài, thành lập 65 Ban Đại diện, 1.290 cơ sở thờ tự (hàng năm có khoảng 4 ngàn tín đồ mới nhập môn vào đạo Cao Đài). Ngoài ra, có khoảng 30.000 tín đồ nữa sống ở Hoa Kỳ, Châu Âu và Úc.

## Giai đoạn tiền khai đạo (trước 1926)

### Cơ bút
Lịch sử của đạo Cao Đài này gắn liền với sự phổ biến Cơ bút tại Việt Nam đầu thế kỷ XX. Có thể nói, Cơ bút là phương thức căn bản cũng như mọi yếu tố liên quan đến quá trình hình thành và phát triển của tôn giáo Cao Đài vào buổi ban đầu, từ việc thu nhận tín đồ, phong chức sắc, ban hành luật đạo, các nghi thức cúng tế, lễ phục, kinh điển, thậm chí đến các thiết kế cơ sở thờ tự cũng được thông qua bởi hình thức Cơ bút.
Hai hình thức Cơ bút ảnh hưởng đến sự ra đời của tôn giáo Cao Đài là CƠ và BÚT. Cơ gồm có Đại ngọc cơ (大玉機) Tam giáo của Trung Quốc và Bàn cơ (a table tournante) Thông linh học (Spiritisme) của Pháp. Bút gồm có: Bút nhang, bút viết và bút gỗ. Về sau có thêm một hình thức rất đặc biệt của cơ bút là Huyền Bút Cơ.

### Môn đồ đầu tiên
Các tài liệu về tôn giáo Cao Đài đều thừa nhận người được xem là tín đồ đầu tiên của đạo là ông Ngô Văn Chiêu. Là một viên chức trong chính quyền thực dân Pháp, vốn chịu ảnh hưởng của Minh Sư đạo, một nhánh của Tam giáo, thường sử dụng hình thức cơ bút để giao tiếp với giới thần tiên, trong những năm 1921 đến 1924, ông Chiêu đã thông qua cơ bút để hình thành nền tảng đầu tiên của đạo Cao Đài như:
- Giáo chủ (vô vi): Ngọc Hoàng Thượng đế, xưng danh hiệu Cao Đài Tiên Ông Đại Bồ Tát Ma Ha Tát.
- Giáo đồ đầu tiên: Ngô Văn Chiêu.
- Giáo tượng (thánh tượng): Thiên nhãn.
- Giáo thuyết: Đường lối dung hợp Tam giáo (Nho-Lão-Phật).
- Giáo điển: Một số bài kinh cúng như ba bài dâng tam bửu (hoa, rượu trắng, trà).

Với những nền tảng đạo đầu tiên, ông bắt đầu khai đạo cho nhóm bạn hữu Vương Quang Kỳ (tùng sự Soái phủ Nam Kỳ, ngạch Tri phủ), Nguyễn Văn Hoài (ngạch thông phán), Võ Văn Sang (ngạch thông phán), Đoàn Văn Bản (đốc học Đa Kao). Sau đó các ông này cũng có độ thêm một số đệ tử nữa cùng tu luyện với Ngô Văn Chiêu, nhưng những hoạt động giai đoạn nầy còn trong phạm vi một nhóm tu đơn tịnh luyện, chứ chưa phát triển thành một Tôn giáo.

### Nhóm môn đồ Cao - Phạm
Song song với phong trào cầu cơ ảnh hưởng của Đạo giáo, đầu thập niên 1920, một phong trào cầu cơ chịu ảnh hưởng của phong trào Thông linh học (Spiritisme) của Pháp là một nhóm công chức trong chính quyền thực dân Pháp ở Sài Gòn cũng phát triển, lan tràn khắp cả Nam Kỳ. Trong đó, quan trọng nhất có nhóm cầu cơ ở đường Arras gồm các công chức gốc Tây Ninh, ban đầu gồm 3 người:
- Cao Quỳnh Cư, Thư ký Sở Hỏa xa Sài Gòn, ngạch Tham tá (commis)
- Cao Hoài Sang, Tham tá Sở Thương chánh Sài Gòn[5]
- Phạm Công Tắc, Thư ký Sở Thương chánh Sài Gòn.

Do các thành viên ban đầu mang họ Cao và họ Phạm, nên còn được gọi là nhóm Cao - Phạm. Nhóm còn có một thành viên nữ là bà Nguyễn Thị Hiếu, tức Hương Hiếu, vợ ông Cao Quỳnh Cư.
Ban đầu nhóm dùng phương pháp xây bàn và được cho là tiếp xúc với Thượng đế qua danh hiệu AĂÂ vào khoảng tháng 7 năm 1925.
Khoảng trung tuần tháng 9 năm 1925, nhóm chuyển sang dùng đại ngọc cơ để cầu cơ theo phương pháp cổ truyền của Đạo giáo. Theo các tài liệu đạo Cao Đài, thì cuối tháng 12 năm đó vào Noel 1925, nhóm được AĂÂ xưng là Ngọc Hoàng Thượng đế tá danh Cao Đài Tiên Ông lần đầu tiên.
Nhóm về sau phát triển thêm nhiều người, quan trọng nhất là việc thu nhận thêm Lê Văn Trung, cựu Nghị viên Hội đồng Quản hạt Nam Kỳ, người về sau giữ vai trò quan trọng trong việc phát triển đạo Cao Đài.

## Khai đạo phát triển
Với sự liên hệ của ông Vương Quang Kỳ, giữa các nhóm hầu cơ bắt đầu có sự liên hệ qua lại. Ngày 21 tháng 2 năm 1926, trong một buổi cầu cơ tại nhà ông Kỳ, có mời các nhân vật có danh tiếng của các nhóm cầu cơ cùng đến dự, một bài thơ được lưu truyền là cơ giáng của Thượng đế, trong đó có tên của 13 người, về sau được tín đồ Cao Đài xưng tụng là những Cao đồ đầu tiên của đạo, với ông Ngô Văn Chiêu được tôn xưng Anh Cả:
"CHIÊU, KỲ, TRUNG độ dẫn HOÀI sanh,
BẢN đạo khai SANG, QUÝ, GIẢNG thành,
HẬU, ĐỨC, TẮC, CƯ Thiên Địa cảnh,
Hườn, Minh, Mẫn đáo thủ đài danh."
Trong đó có tên của 2 ông Võ Văn Sang và Cao Hoài Sang cùng giáng 1 chữ. Ngoài ra còn có tên Hườn, Minh, Mẫn là ba nhân sĩ trí thức tham dự buổi cầu cơ.
Kể từ đó, những nền tảng giáo lý của Cao Đài được hoàn chỉnh dần và thống nhất giữa các tín đồ đầu tiên. Các thành viên tích cực, với nền tảng giáo lý và uy tín cá nhân đã truyền đạo và thu nạp thêm nhiều người. Số lượng tín đồ nhanh chóng phát triển lên hàng trăm người. Đàn cơ thường được tổ chức ở nhà ông Bản, về sau hình thành nên Thánh thất Cầu Kho, được xem là một trong những nhà đàn đầu tiên của đạo Cao Đài.
Việc phát triển số lượng tín đồ nhanh chóng đòi hỏi phải có người lãnh đạo với quyền vị chính thức. Vì vậy, giữa cuối tháng 4 năm 1926, thông qua việc giáng cơ, ông Chiêu được Cao Đài Tiên ông chỉ định làm Giáo tông và dạy bà Hiếu may sẵn bộ đạo phục riêng cho ông. Tuy nhiên, ông Chiêu từ chối ngôi vị Giáo tông, xuất tiền hoàn trả chi phí may đạo phục lại cho nhóm Phổ độ, và từ đó không tham gia cũng như không có liên quan gì đến các hoạt động phát triển của nhóm Cao Đài Phổ độ. Tuy vậy, các tín đồ Cao Đài thuộc các chi phái ngoài Tòa Thánh Tây Ninh ngày nay vẫn kính ngưỡng ông là Đệ Nhất Giáo tông.
Để có tư cách chính thức với chính quyền thực dân, ngày 29 tháng 9 năm 1926, với sự chứng kiến của một số nhân sĩ, chức sắc tôn giáo , ông Lê Văn Trung và Ông Lê Văn Lịch đã họp 247 tín đồ Cao Đài tại nhà số 237 bis đường Galliéni để làm Tờ Khai tịch Đạo. Ngày 7 tháng 10 năm 1926, các tín đồ gởi đến Thống đốc Nam Kỳ Le Fol một bản tuyên cáo khai đạo bằng tiếng Pháp với một phái đoàn gồm 28 tín đồ được Thượng đế chọn kèm theo tờ khai tịch đạo của 247 tín đồ.
Sau đó, các tín đồ này đã tổ chức 3 nhóm đi khắp Nam Kỳ để truyền đạo. Một số người Pháp cũng đến đàn Cầu Kho để tìm hiểu và gia nhập đạo. Và ngày Rằm tháng 10 năm Bính Dần (tức ngày 19 tháng 11 năm 1926), các tín đồ Cao Đài đã tổ chức lễ ra mắt rất long trọng tại chùa Gò Kén (tên chữ là Thiền Lâm Tự), Tây Ninh với sự hiện diện của quan chức chính quyền của cả người Pháp lẫn người Việt.

## Sự phân ly đầu tiên: Cao Đài Chiếu Minh
Tuy vậy, giữa các tín đồ đã xuất hiện những khác biệt về quan điểm tu tập và tổ chức đạo. Tín đồ đầu tiên Ngô Minh Chiêu giữ quan điểm tịnh tu và bình đẳng giữa các tín đồ, đã từ chối ngôi Giáo tông, cùng một số tín đồ tu tập độc lập với các nhóm Cao Đài còn lại, về sau các đệ tử ông Chiêu hình thành Hệ phái Cao Đài Chiếu Minh.

## Sự hình thành Hội Thánh Cao Đài
Sau khi Hội Thánh Cao Đài thành lập, một số chức sắc cao cấp vốn có những quan điểm bất đồng trong việc tổ chức đạo, hoặc vị trí trị sự trung ương, hoặc do những mục đích cá nhân, cũng dần tách ra để hình thành những nhánh Cao Đài độc lập. Một số nhánh thành lập tổ chức giáo hội (Hội Thánh), một số khác hoạt động độc lập không thuộc hệ phái nào, cũng không thành lập tổ chức giáo hội. Ngoài ra, còn một số tổ chức của các tín đồ Cao Đài mang tính chất đoàn thể cũng được thành lập.
Lý giải cho hiện tượng này, các tín đồ Cao Đài tin rằng việc hình thành các nhánh Cao Đài khác nhau đã được Thượng đế báo trước thông qua bài cơ điểm tên 12 tín đồ đầu tiên, sẽ hình thành 12 nhánh Cao Đài. Với các nhà nghiên cứu, trong đó có cả tín đồ, số lượng các nhánh Cao Đài khác nhau tùy theo thời điểm chứ không cố định là 12 phái. Trong giai đoạn 1926-1934, tức là từ khi đạo Cao Đài làm lễ ra mắt đến khi Đạo Nghị định thứ 8 ra đời cấm các chức sắc Tòa Thánh Tây Ninh tách ra lập Chi phái, thì các nhà nghiên cứu thống nhất có các nhánh theo trình tự thời gian thành lập như sau:
1. Minh Chơn Lý (1931) với trụ sở tại Mỹ Tho.
2. Tiên Thiên (1932) với trụ sở tại Cai Lậy.
3. Ban Chỉnh Đạo (1934) với trụ sở tại Bến Tre.

Theo thời gian, các nhánh Cao Đài diễn ra nhiều cuộc chia tách, sáp nhập, thống kê trong lịch sử có hơn 30 nhóm khác nhau.

## Thăng trầm nền đạo
Sự phân chia các hệ phái không làm giảm tốc độ phát triển tín đồ, Cao Đài nhanh chóng trở thành một tôn giáo có ảnh hưởng lớn ở Nam Kỳ, thậm chí phát triển ra cả ở Trung Kỳ, Bắc Kỳ và cả Cao Miên. Các lãnh đạo Cao Đài đều là những người có học thức, có địa vị xã hội và rất có ảnh hưởng đến dân chúng. Vì vậy, Cao Đài luôn là đối tượng hoặc lôi kéo, hoặc đả kích của các thế lực nắm chính quyền.
Người Pháp ra tay trước tiên. Một tôn giáo có tổ chức như hình thái nhà nước có nhiều khả năng lôi kéo quần chúng đe dọa đến sự cai trị của chính quyền thực dân. Dưới áp lực của thực dân Pháp, các chỉ dụ cấm đạo ở Bắc Kỳ, Trung Kỳ, Campuchia và Lào đã được ban hành. Đỉnh điểm, ngày 28 tháng 6 năm 1941, lo ngại việc một tôn giáo hoạt động mạnh ở Sài Gòn và phụ cận có thể rơi vào ảnh hưởng của người Nhật, bấy giờ đã xâm nhập Đông Dương và ra sức lôi kéo các nhóm tôn giáo, chính trị người Việt ủng hộ Chính sách Đại Đông Á, chính quyền thực dân Pháp bất ngờ tấn công vào các tín đồ Cao Đài, bắt giữ Hộ pháp Phạm Công Tắc và đày đi Madagascar. Nhiều chức sắc Cao Đài khác cũng bị bắt giam hoặc quản thúc. Tòa Thánh Tây Ninh bị chiếm đóng. Nhiều thánh thất Cao Đài các cũng bị chiếm đóng hoặc phá hủy.
Cả người Nhật lẫn Việt Minh đều tranh thủ ra sức lôi kéo các nhóm Cao Đài. Do sự vận động của các cán bộ Việt Minh, một nhóm các chức sắc Cao Đài, nòng cốt ở các phái Tiên Thiên, Ban Chỉnh Đạo và Minh Chơn Đạo, đã bí mật thành lập Hội Cao Đài Cứu Quốc. Hội hoạt động chủ yếu ở các vùng xa ở Tây Nam Bộ, bí mật tập hợp lực lượng trên nền tảng Thanh niên Đạo đức đoàn dưới sự lãnh đạo của Cao Triều Phát cố vấn Ủy ban Kháng chiến Hành chính Nam Bộ, có xu hướng chống cả Pháp lẫn Nhật. Người Nhật thì can thiệp mở lại Tòa Thánh Tây Ninh tại Sài Gòn, đổi lại việc Giáo sư Thượng Vinh Thanh (Trần Quang Vinh), người tạm thời thay mặt Hộ pháp Phạm Công Tắc lãnh đạo các tín đồ Cao Đài Tòa Thánh Tây Ninh, tập hợp các tín đồ hợp tác với quân đội Nhật để chống Pháp. Khá đông tín đồ Cao Đài được tuyển làm nhân công của xưởng đóng tàu Nichinan của quân đội Nhật tại Nam Bộ. Một lực lượng bán vũ trang Cao Đài được ra đời với tên gọi Nội ứng nghĩa binh, dưới danh nghĩa được Hoàng thân Cường Để chỉ thị thành lập để liên minh với Nhật Bản.
Ngày 9 tháng 3 năm 1945, lực lượng bán vũ trang Cao Đài Tòa Thánh Tây Ninh mặc đồng phục trắng, đội mũ bê-rê, vũ trang bằng gậy tre vọt nhọn tham gia hỗ trợ Nhật đảo chính Pháp tại Sài Gòn. Bên cạnh đó, ngày 24 tháng 6 năm 1945, được sự hậu thuẫn của Hội Cao Đài Cứu Quốc, một đại hội các hệ phái Cao Đài (không có Tòa Thánh Tây Ninh) được tổ chức tại Sài Gòn, thành lập tổ chức Cao Đài Hiệp Nhứt 11 Phái và bầu ông Cao Triều Phát làm Chủ tịch. Trong Cách mạng tháng Tám, nhiều nhóm bán vũ trang Cao Đài đã gia nhập Cao Đài Cứu Quốc và tham gia giành chính quyền ở khắp Nam Bộ.
Sau khi giành được chính quyền cuối tháng 8 năm 1945, nhiều chức sắc Cao Đài được chính quyền Việt Minh mời ra tham chính. Tại Tây Ninh, một tín đồ Cao Đài Tòa Thánh Tây Ninh là ông Trương Văn Xương được mời làm Phó Chủ tịch Ủy ban Hành chánh tỉnh, một chức sắc Cao Đài thuộc Tòa Thánh Tây Ninh khác là Giáo sư Thượng Chữ Thanh (Đặng Trung Chữ) được mời làm cố vấn.
Khi Pháp tái chiếm Nam Bộ, các nhóm lực lượng vũ trang Cao Đài Tòa Thánh Tây Ninh tham chiến tại các mặt trận số 1 và số 2, chiến đấu ở mặt Đông và Bắc Sài Gòn. Sau khi vào Nam, đặc phái viên Trung ương Nguyễn Bình đã tổ chức hội nghị An Phú Xã, thống nhất tổ chức các đơn vị vũ trang thành các chi đội Vệ Quốc đoàn. Lực lượng vũ trang Cao Đài Tòa Thánh Tây Ninh được tổ chức thành 2 chi đội số 7 do Nguyễn Thanh Bạch chỉ huy và chi đội số 8 do Nguyễn Hoài Thanh chỉ huy.
Tuy nhiên, trước sức mạnh của quân Pháp, các mặt trận nhanh chóng tan vỡ. Nhiều đơn vị vũ trang tan rã, hoặc trở thành những lực lượng quân phiệt cát cứ, không chịu sự chỉ huy thống nhất. Một số chức sắc cao cấp và chỉ huy quân sự Cao Đài đã đưa lực lượng của mình tự rút về Tây Ninh và tự xây dựng các căn cứ để bảo vệ Tòa Thánh Tây Ninh.
Hành động cát cứ này là lý do để các phần tử Việt Minh quá khích lên án các tín đồ Cao Đài Tòa Thánh Tây Ninh là phản bội. Một vài cuộc xung đột đẫm máu đã nổ ra bắt nguồn từ những tín đồ Cao Đài và các phần tử Việt Minh quá khích. Một số đơn vị vũ trang Cao Đài bị tước khí giới trong những cuộc thanh trừng nội bộ. Giáo sư Thượng Vinh Thanh (Trần Quang Vinh) cũng bị bắt tại Chợ Đệm và bị giải giam tại Cà Mau cùng với Giáo sư Hồ Văn Ngà, Chủ tịch Việt Nam Độc lập Đảng.
Nắm được sự mâu thuẫn này và để tranh thủ thêm đồng minh trong cuộc chiến chống Việt Minh, người Pháp đã chủ trương thỏa hiệp với các lãnh đạo Tòa Thánh Tây Ninh. Ngày 9 tháng 6 năm 1946, một bản thỏa ước giữa người Pháp và Tòa Thánh Tây Ninh ra đời, nội dung chủ yếu như sau chính quyền Pháp cho phép Hộ pháp Phạm Công Tắc trở về Tòa Thánh Tây Ninh, đổi lại các tín đồ Cao Đài sẽ không tấn công người Pháp và được quân Pháp bảo trợ. Thậm chí, chính quyền Pháp còn cho phép các lãnh thổ do Tòa Thánh Tây Ninh kiểm soát có quyền tự trị. Lực lượng vũ trang Cao Đài Tòa Thánh Tây Ninh được chính quyền Pháp bảo trợ và trang bị vũ khí, do Trung tướng Trần Quang Vinh làm Tổng tư lệnh, Thiếu tướng Nguyễn Văn Thành làm Tham mưu trưởng, có vai trò như một lực lượng bổ sung (Forces supplétives), hỗ trợ quân Pháp trong các chiến dịch tấn công Việt Minh.
Bất đồng với sự hợp tác này, một số chức sắc Cao Đài Tòa Thánh Tây Ninh tham gia kháng chiến đã gia nhập Cao Đài Cứu Quốc, mở rộng thành Cao Đài Cứu Quốc 12 phái Hiệp Nhứt. Các lực lượng vũ trang của Cao Đài Cứu Quốc được tập hợp thành Trung đoàn 124, chiến đấu cho đến hết cuộc Kháng chiến chống Pháp dưới quyền chỉ huy của Việt Minh. Phản ứng trước việc này, lãnh đạo Tòa Thánh Tây Ninh tuyên bố trục xuất các chức sắc và tín đồ Cao Đài Tòa Thánh Tây Ninh nào tham gia Cao Đài Cứu Quốc.

## Hợp tan - Tan hợp
Sau năm 1954, tổ chức Cao Đài Cứu Quốc tuyên bố giải thể. Các phái liên hiệp trước đây trở về sinh hoạt riêng rẽ. Một số chức sắc tập kết ra Bắc, hình thành Hội Thánh Duy Nhất thuần túy sinh hoạt tôn giáo dưới sự chỉ đạo của Đảng Cộng sản Việt Nam. Tại miền Nam, Tòa Thánh Tây Ninh dưới sự hậu thuẫn của người Pháp đã trở thành Hội Thánh Cao Đài lớn nhất, đại diện cho cả tôn giáo Cao Đài, có quân đội riêng, có ảnh hưởng chính trị mạnh, đã trở thành cái gai lớn thời Quốc gia Việt Nam dưới Thủ tướng Ngô Đình Diệm. Để dẹp các trở ngại trong việc thâu tóm quyền lực, Thủ tướng Diệm đã mua chuộc, gây chia rẽ trong nội bộ, và cuối cùng tấn công lực lượng quân đội Cao Đài, buộc Hộ pháp Phạm Công Tắc phải lưu vong sang Campuchia cho đến ngày ông liễu đạo.
Hội Thánh Đại Đạo Tam Kỳ Phổ Độ Tòa Thánh Tây Ninh chỉ được công nhận trở lại tại miền Nam từ năm 1965, khi Hội đồng tướng lĩnh lên nắm quyền và muốn xóa đi thành kiến tôn giáo. Dưới thời Đệ Nhị Cộng hòa của Tổng thống Nguyễn Văn Thiệu, các tín đồ tốt nhất chỉ thuần túy sinh hoạt tôn giáo, không nên can thiệp vào chính trị, vì vậy các tổ chức Cao Đài không còn ảnh hưởng mạnh đến chính trị và xã hội như trước.
Các tín đồ Cao Đài một lần nữa phải chịu thử thách khi những người Cộng sản nắm quyền kiểm soát toàn bộ Việt Nam. Nhiều chức sắc Hội Thánh Cao Đài Tòa Thánh Tây Ninh bị chính quyền mới buộc tội là đã cộng tác với những kẻ thù, thậm chí đã tham gia chống đối chính quyền mới. Năm 1979, một Hội đồng Chưởng quản Hội Thánh Đại Đạo Tam Kỳ Phổ Độ được thành lập, đại diện cho giáo hội, đặt dưới sự kiểm soát của chính quyền. Các tổ chức, hệ phái Cao Đài khác cũng là đối tượng công kích, khi bị chính quyền mới buộc tội tuyên truyền cho tệ nạn mê tín. Các hoạt động tôn giáo hoàn toàn bị hạn chế, chỉ giới hạn những sinh hoạt trong nhóm nhỏ tín đồ.

### Một tôn giáo lớn tại Việt Nam
Cùng với chính sách mở cửa của chính quyền Việt Nam, các tôn giáo, trong đó có cả Cao Đài giáo cũng được dễ thở hơn. Tòa Thánh Tây Ninh được mở cửa lại cho các hoạt động tôn giáo lớn của hàng triệu tín đồ, thậm chí được xem như một điểm di tích tham quan du lịch nổi tiếng của Việt Nam. Từ năm 1995 đến 2011, chính quyền bắt đầu công nhận các tổ chức tôn giáo Cao Đài như những tổ chức hợp pháp, gồm 9 Hội Thánh Cao Đài, 1 tổ chức giáo hội Cao Đài Việt Nam (Bình Đức), 1 Pháp môn Cao Đài Chiếu Minh Tam Thanh Vô Vi và 18 tổ chức Cao Đài hoạt động độc lập. Ước tính hiện tại, toàn đạo có khoảng gần 3 triệu tín đồ trong cả nước, sinh hoạt tại 38 tỉnh thành, tập trung chủ yếu ở Nam Bộ. Ngoài ra, có khoảng 30.000 tín đồ nữa sống ở Hoa Kỳ, Canada, Campuchia, Châu Âu và Úc.